# 郑贻春
郑贻春（1959年1月27日—2018年12月13日）是辽宁营口人，作家、诗人，在博讯网、大纪元等海外网站上发表评论中华人民共和国政府的文章。据《开放杂志》2006年1月号报道，郑贻春是《九评共产党》一书的作者，他于2005年12月被法院以煽动颠覆国家政权罪判处七年徒刑，以英语向旁听的弟弟郑晓春透露他就是该书的作者。他于2018年12月13日下午1点30分去世，享年59岁。

## 生平
2004年12月3日，郑贻春被辽宁省营口市公安局监视居住，12月31日正式逮捕。检察官起诉郑贻春的证据包括了他写的部份文章，互联网上网友的回应，他与大纪元编辑的电话记录，大纪元给他的稿费等等。
2005年9月22日，郑贻春被辽宁省营口市中级人民法院以煽动颠覆国家政权罪判处有期徒刑7年、剥夺政治权利3年。判决书说，郑贻春在互联网上发表评论，在境外造成恶劣影响；而且，郑贻春与海外媒体大纪元勾结，还接受资助，从事煽动颠覆国家的行为，构成煽动颠覆国家政权罪。
2005年12月29日，辽宁省高级人民法院做出裁决，驳回郑贻春的上诉，维持营口市中级人民法院原判。尽管当局拒绝发布有关案件的详情，但有人认为，这跟郑贻春为大纪元时报撰稿有关。

## 评论
2005年12月15日（颁奖），郑贻春荣获首届“希尔德布兰特博士”国际人权奖（Dr. Rainer Hildebrandt International Human Rights Award）。
保护记者协会和无国界记者组织都曾经呼吁释放郑贻春。无国界记者组织的统计数据显示，全世界总共有70人因为在互联网上发表意见而遭到政府拘捕，其中62人在中国。

## 引用

### 网页
1. 郑贻春的文集
2. BBC中文网，中国网络异见者郑贻春因泄密罪判囚 （页面存档备份，存于）
3. 21日庭审，郑贻春翻供，作无罪自辩 （页面存档备份，存于）

### 录音采访
1. 自由亚洲电台，网络政论家郑贻春被捕 （页面存档备份，存于）